# Martín Alonso de Sarría
Martín Alonso de Sarría «el de Abecia» (Abecia, Álava-Vitoria, 24 de septiembre de 1642) fue un político e historiador alavés. Hijo de Bartolomé de Sarriá y de María Ortiz de Zárate.
Desempeñó el cargo de alcalde de Vitoria desde 1629 a 1633 y el de Diputado General de Álava desde 1621 a 1624.
En su obra Teatro Cantábrico se tratan los hechos históricos y genealógicos de Álava, Guipúzcoa y Vizcaya.

## Obra
- Teatro Cantábrico (1641)